# Винн, Йонас
Йонас Олдер Винн (дат. Jonas Older Wind; род. 7 февраля 1999, Видовре, Копенгаген) — датский футболист, нападающий клуба «Вольфсбург» и сборной Дании. Полуфиналист чемпионата Европы 2020 года.
Отец Йонаса, Пер — известный профессиональный футболист и тренер.

## Клубная карьера

### «Копенгаген»
Винн — воспитанник клуба «Копенгаген». 22 февраля 2018 года в поединке Лиги Европы против испанского «Атлетико Мадрид» дебютировал за основной состав. 28 февраля в матче против «Хобро» дебютировал в датской Суперлиге. 18 апреля в поединке против «Ольборга» забил свой первый гол за «Копенгаген». В 2019 году помог клубу выиграть чемпионат Дании.
Результативно начал сезон 2019/20, забив мячи в первых трёх матчах против «Оденсе», «Орхуса» и «Хорсенс». 6 августа 2019 года забил пенальти в стиле Паненки, заставив вратаря повернуться вправо и отправив мяч высоко в середину ворот. Таким образом, в первом матче третьего квалификационного раунда Лиги чемпионов УЕФА результат матча завершился ничьёй 1:1 между «Црвена звездой» и «Копенгагеном». В своих первых 42 матчах за «Копенгаген» во всех турнирах забил двенадцать мячей и отдал семь результативных передач.
5 августа 2020 года забил два мяча в победном матче со счётом 3:0 против чемпионов Турции «Истанбул Башакшехира», что обеспечило «Копенгагену» место в плей-офф Лиги Европы.

### «Вольфсбург»
31 января 2022 года перешёл в немецкий «Вольфсбург». Контракт игрока с немецким клубом рассчитан до конца июня 2026 года.

## Карьера в сборной
В 2016 году в составе юношеской сборной Дании принял участие в юношеском чемпионате Европы в Азербайджане. На турнире сыграл в матчах против команд Франции, Швеции и Англии.
В 2019 году в составе молодёжной сборной Дании принял участие в молодёжном чемпионате Европы в Италии. На турнире он сыграл в матчах против команд Германии, Австрии и Сербии.

## Статистика

### Матчи за сборную Дании
| Матчи Винда за сборную Дании | Матчи Винда за сборную Дании | Матчи Винда за сборную Дании | Матчи Винда за сборную Дании | Матчи Винда за сборную Дании | Матчи Винда за сборную Дании  |
| ---------------------------- | ---------------------------- | ---------------------------- | ---------------------------- | ---------------------------- | ----------------------------- |
| №                            | Дата                         | Соперник                     | Счёт                         | Голы Винда                   | Соревнование                  |
| 1                            | 7 октября 2020               | Фарерские острова            | 4:0                          | —                            | Товарищеский матч             |
| 2                            | 11 ноября 2020               | Швеция                       | 2:0                          | 1                            | Товарищеский матч             |
| 3                            | 15 ноября 2020               | Исландия                     | 2:1                          | —                            | Лига наций УЕФА 2020/2021     |
| 4                            | 18 ноября 2020               | Бельгия                      | 2:4                          | 1                            | Лига наций УЕФА 2020/2021     |
| 5                            | 25 марта 2021                | Израиль                      | 2:0                          | 1                            | Чемпионат мира 2022 (отбор)   |
| 6                            | 31 марта 2021                | Австрия                      | 4:0                          | —                            | Чемпионат мира 2022 (отбор)   |
| 7                            | 6 июня 2021                  | Босния и Герцеговина         | 2:0                          | —                            | Товарищеский матч             |
| 8                            | 12 июня 2021                 | Финляндия                    | 0:1                          | —                            | Чемпионат Европы 2020         |
| 9                            | 7 июля 2021                  | Англия                       | 1:2                          | —                            | Чемпионат Европы 2020         |
| 10                           | 1 сентября 2021              | Шотландия                    | 2:0                          | —                            | Чемпионат мира 2022 (отбор)   |
| 11                           | 4 сентября 2021              | Фарерские острова            | 1:0                          | 1                            | Чемпионат мира 2022 (отбор)   |
| 12                           | 7 сентября 2021              | Израиль                      | 5:0                          | —                            | Чемпионат мира 2022 (отбор)   |
| 13                           | 26 марта 2022                | Нидерланды                   | 2:4                          | —                            | Товарищеский матч             |
| 14                           | 10 июня 2022                 | Хорватия                     | 0:1                          | —                            | Лига наций УЕФА 2022/2023     |
| 15                           | 13 июня 2022                 | Австрия                      | 2:0                          | 1                            | Лига наций УЕФА 2022/2023     |
| 16                           | 23 марта 2023                | Финляндия                    | 3:1                          | —                            | Чемпионат Европы 2024 (отбор) |
| 17                           | 26 марта 2023                | Казахстан                    | 2:3                          | —                            | Чемпионат Европы 2024 (отбор) |
| 18                           | 16 июня 2023                 | Северная Ирландия            | 1:0                          | 1                            | Чемпионат Европы 2024 (отбор) |
| 19                           | 19 июня 2023                 | Словения                     | 1:1                          | —                            | Чемпионат Европы 2024 (отбор) |
| 20                           | 7 сентября 2023              | Сан-Марино                   | 4:0                          | 1                            | Чемпионат Европы 2024 (отбор) |
| 21                           | 10 сентября 2023             | Финляндия                    | 1:0                          | —                            | Чемпионат Европы 2024 (отбор) |
| 22                           | 14 октября 2023              | Казахстан                    | 3:1                          | 1                            | Чемпионат Европы 2024 (отбор) |
| 23                           | 17 октября 2023              | Сан-Марино                   | 2:1                          | —                            | Чемпионат Европы 2024 (отбор) |
| 24                           | 17 ноября 2023               | Словения                     | 2:1                          | —                            | Чемпионат Европы 2024 (отбор) |
| 25                           | 20 ноября 2023               | Северная Ирландия            | 0:2                          | —                            | Чемпионат Европы 2024 (отбор) |
| 26                           | 23 марта 2024                | Швейцария                    | 0:0                          | —                            | Товарищеский матч             |

Итого: 26 матчей / 8 голов; 17 побед, 2 ничьи, 7 поражений.

## Достижения
«Копенгаген»
- Чемпионат Дании по футболу — 2018/2019